# Grotte du Chien (Chamalières)
Pour les articles homonymes, voir Grotte du Chien.
La grotte du Chien (en occitan : cava del Can) est une grotte, autrefois attraction touristique située à Chamalières, dans le département du Puy-de-Dôme.

## Toponymie
Le nom de la grotte fait écho à la célèbre Grotta del Cane du lac d'Agnano à Pouzzoles, près de Naples en Italie. En effet, lorsque les gens entraient dans la grotte avec leur chien, le canidé suffoquait alors que rien n’arrivait à leurs propriétaires dont la tête se trouvait bien au-dessus de la couche de gaz carbonique qui stagnait au fond de la cavité.
La grotte du Chien était aussi connue sous le nom de grotte Saint-Mart, du nom d'un ermite nommé Martius, ou Mars de Royat, qui vécut dans des grottes de Royat aux alentours de 450. Saint Mart aurait miraculeusement guéri de nombreuses personnes dont le père de Grégoire de Tours. Une source est associée à l'ermite saint Mart qui est devenu abbé de Royat avant d'être canonisé.

## Géologie
La cavité est anciennement connue comme une mofette, c'est-à-dire des sièges d'émanations de gaz à des températures peu élevées, gaz carbonique principalement. La cavité s'ouvre dans des basaltes qui, selon les sources, proviennent des coulées de lave du petit puy de Dôme (42 000 ans) ou du puy de Gravenoire (65 000 ans).
Il émane de la grotte du gaz carbonique ou dioxyde de carbone d'origine profonde. Ce gaz plus lourd que l'air se concentre au fond de la grotte. Le dioxyde de carbone n'est pas toxique, mais il prend la place de l'oxygène. Or, le manque d'oxygène provoque des vertiges et des picotements dans le nez et divers malaises qui peuvent aller jusqu'à l'asphyxie. Diverses expériences permettent de démontrer la présence du gaz carbonique sans en subir les effets : on y allume une bougie qui s'éteint aussitôt ou on y fait flotter des bulles de savon.

## Histoire et mentions anciennes
Les mentions les plus anciennes de la grotte du Chien remontent au XVIIIe siècle. La grotte aurait d'abord appartenu à un meunier qui y entreposait son vin. Il y allait rarement, sans doute parce qu'il avait perçu les méfaits de l'air vicié de la grotte. Il avait d'ailleurs baptisé l'endroit « l'étouffis » et y conviait parfois des amis curieux. Ainsi, la grotte connut une certaine notoriété. En 1787, l'écrivain Pierre Jean-Baptiste Legrand d'Aussy, qui voyage en Auvergne pour un ouvrage naturaliste, descend dans une de ces « caves à méphitisme » où il est pris de malaise. Il consigne le récit de sa visite dans son livre et donne à la grotte du Chien une notoriété nationale. En 1875, la cavité est rachetée par le docteur Petit qui profite de la manne des curistes de Royat pour faire de la grotte un site touristique incontournable. Dans le même temps, les gens de Royat ne tardent pas à réagir et faire concurrence à la grotte du Chien en ouvrant la grotte Rouge où l'on observe également des émanations de gaz carbonique. La grotte du Chien est exploitée jusqu'en 1986 ; puis, elle est rachetée en 1994 par Claude et Huguette Girard qui l'exploitent jusqu'en 2004. La mairie de Chamalières se porte alors acquéreur de la grotte, mais ne relance pas l'activité touristique. Certes, les autorités de la ville ont conscience de l'intérêt scientifique de la grotte du Chien, mais n'envisagent la réouverture du site que dans le cadre d'un grand projet autour du volcanisme auvergnat.

## Le banc des belles-mères
La concentration de dioxyde de carbone dans la grotte est un phénomène qui peut incommoder, voire asphyxier certaines personnes. Un banc, appelé « banc des belles-mères », a été installé dans la grotte, prétendument pour y faire asseoir la belle-mère dont on voudrait se débarrasser,.

## Le martyre des chiens
Comme à Naples, les chiens étaient utilisés pour démontrer la réalité des émanations carboniques. Autrefois, on descendait un chien, préalablement ligoté, qui perdait ses esprits au bout de quelques minutes, asphyxié. Puis, on le ramenait à la surface et aussi à la vie par quelques coups de pied bien sentis. Une fois délié de ses liens, l'animal s'en allait sans demander son reste sous les yeux ébahis des visiteurs.